# Thọ Nghiệp
Thọ Nghiệp là một xã thuộc huyện Xuân Trường, tỉnh Nam Định, Việt Nam.
Gộp 2 xã lại là xã Xuân Nghiệp và xã Xuân Thọ nên có tên là xã Thọ Nghiệp. Xã gồm có 23 xóm, chia ra làm 5 làng gồm: làng Lạc Nghiệp, làng Tự Lạc, làng Thiên Thiện (làng Quần Cống), làng Nhân Thọ, làng Trà Thủy.
Xã Thọ Nghiệp có diện tích 7,08 km², dân số năm 1999 là 11337 người, mật độ dân số đạt 1601 người/km².

## Nhân vật tiêu biểu
- Ông Phạm Ngọc Bổng: Phó bí thư khu ủy Việt Bắc (Chủ tịch tỉnh Tuyên Quang năm 1945) được nhà nước truy tặng Huân chương Hồ Chí Minh.
- Ông Phạm Huyễn: GS-TSKH. Nguyên PCT Hội Cơ học VN, PCT kiêm Tổng thư ký Hội UNESCO VN (Xóm 10)
- Ông Phạm Công Tạc: TS-thứ trưởng Bộ Khoa học và công nghệ (Xóm 10)
- Ông Trần Gia Thịnh: Thiếu tướng, Tham mưu trưởng Tổng cục Công nghiệp Quốc phòng Việt Nam (Xóm 5)

## Di tích lịch sử
- Giáo xứ Quần Cống (gồm 5 giáo họ và cũng là giáo xứ mẹ có tới 7 giáo xứ con phủ khắp 2 huyện là Xuân Trường và Giao Thủy) _ thanhcong
- Giáo xứ Thánh Thể (có 1 giáo họ là trại đồng, là gx tách ra từ Gx. Quần Cống)
- Giáo xứ Thánh Mẫu (là gx tách ra từ Gx. Quần Cống) _ thanhcong
- Đền Tam Thánh Tử Đạo (thuộc Gx. Quần Cống) _ thanhcong
- Đền Làng Quần Cống xây dựng ngay trên đình Cống trước đây (thuộc Gx. Quần Cống, có kiến trúc đẹp, hiện đại nhưng vẫn đậm chất xưa) _ thanhcong
- Chùa Sùng Linh, làng Lạc Nghiệp, xã Thọ Nghiệp. Trụ trì: Hoà thượng Thích Thanh Đoàn
- Chùa Tự Lạc-Thọ Nghiệp: Nơi thành lập chi bộ Đảng đầu tiên của 3 huyện Xuân Trường, Hải Hậu và Giao Thủy
- Đền Làng Lạc Nghiệp, xã Thọ Nghiệp: thờ An Dương Vương và các Cụ Thủy Tổ lập làng.
- Đền làng Nhân Thọ: Thờ An Dương Vương, Mẫu Liễu Hạnh, thành hoàng làng và 17 chư Tộc trong làng. Nơi đây cứ 2 năm một lần diễn ra lễ hội thổi cơm thi rất độc đáo, đậm đà bản sắc dân tộc.
- Chùa Cát Tường nằm trong quần thể Đền - Chùa làng Nhân Thọ. Sư trụ trì Đại đức Thích Minh Tuệ.

## Đặc sản địa phương
- Chuối Thọ Nghiệp
- Khoai lang làng cống
- Chè xanh Thọ Nghiệp
- Nem Thọ Nghiệp